# Lactobacillus kefiri
Lactobacillus kefiri è una specie di batterio appartenente alla famiglia delle Lactobacillaceae.